# Symphonie Ibérique (Lancen)
Symphonie Ibérique is een compositie voor harmonieorkest van de Franse componist Serge Lancen uit 1989.
Het werk werd op cd opgenomen door het harmonieorkest van het Conservatorium uit Maastricht onder leiding van Sef Pijpers sr.. 